# La Tour-de-Peilz
La Tour-de-Peilz är en ort och  kommun i distriktet Riviera-Pays-d'Enhaut i kantonen Vaud, Schweiz. Kommunen har 12 595 invånare (2023).